# Lulu Belle
Lulu Belle ist ein US-amerikanisches Filmdrama aus dem Jahr 1948 von Leslie Fenton mit Dorothy Lamour in der Titelrolle. Der Film basiert auf dem 1926 uraufgeführten gleichnamigen Bühnenstück von Charles MacArthur und Edward Brewster Sheldon.

## Handlung
Die Sängerin Lulu Belle ist ein Star am Broadway. Sie und ihr Bewunderer und Gönner Harry Randolph werden nach einem Auftritt in ihrer Garderobe durch Schüsse schwer verletzt und von Lulus Freundin Molly Benson bewusstlos aufgefunden. Commissioner Dixon sieht in Lulus Exmann George Davis den Hauptverdächtigen. Dixon verhört George, der in der Vergangenheit einen Verehrer seiner Frau töten wollte. George erinnert sich an den Beginn seiner Beziehung mit Lulu.
In einer schäbigen Bar lernt der Anwalt George Lulu kennen. Er verliebt sich in die sinnliche Sängerin, verlässt seine Verlobte und heiratet Lulu. Das Paar zieht nach New Orleans, wo Lulus extravaganter Lebensstil George in den Ruin treibt. Mit dem Spieler Mark Brady geht sie eine Affäre ein. Mark bildet George zu einem Preisboxer aus und schickt ihn auf eine Tournee. George bekommt ein Gespräch zwischen Lulu und dem Boxer Butch Cooper mit. Die beiden planen, Brady auszurauben. Da George Brady gewarnt hat, lassen sie von ihrem Plan ab. Brady bietet Lulu einen Auftritt in einer seiner Bars an. George verfällt in Depressionen. Molly warnt ihre Freundin Lulu, dass sie Georges Leben ruiniere. Lulu sieht nur in einer Scheidung die Möglichkeit für George, in ein normales bürgerliches Leben zurückzukehren. Am Abend lernt Lulu den wohlhabenden Unternehmer Harry Randolph kennen, der zu ihrem großzügigsten Verehrer und Bewunderer wird. Mit Harrys Hilfe bekommt Lulu Angebote für Auftritte am Broadway. Zwischen George und Butch kommt es zu einem Kampf, bei dem George seinen Rivalen mit einer Gabel so schwer am Auge verletzt, dass Butchs Boxerkarriere endet. George flieht, wird aber von der Polizei gefasst und verhaftet. Zur gleichen Zeit reisen Lulu und Harry nach New York. 
Fünf Jahre später hat Harry ein eigenes Theater für Lulu eröffnet. Eines Abends teilt er ihr mit, dass er sich von seiner Frau Gloria scheiden lassen werde und fragt sie, ob sie ihn heiraten wolle. Lulu erfährt, dass George in New York ist. Ihrer Einladung zu einem Treffen folgt er nicht, vielmehr bringt er Butch dazu, Lulu aufzusuchen. Butch versucht erfolglos, Lulu zu erwürgen. Mark sucht Lulu in ihrem Theater auf und besteht darauf, dass sie, wie versprochen, einen Vertrag unterzeichnet, der sie verpflichtet, in Marks Bars aufzutreten. Mark hat sich in Unkosten gestürzt, um seine Bars zu renovieren. Lulus Weigerung, den Vertrag zu unterschreiben, ruiniert ihn. Nach ihrem abendlichen Auftritt schwört Lulu George ihre unendliche Liebe. George willigt ein, ein neues Leben mit ihr zu beginnen. Lulu informiert Harry von ihren Plänen, der sie aufgebracht in ihrer Garderobe aufsucht, um sie umzustimmen.
In der Gegenwart bringt Dixon George, Butch, Molly, Mark und Mrs. Randolph zu Harrys Krankenbett. Harry liegt im Sterben und beantwortet flüsternd Dixons Frage, ob er den Attentäter identifizieren könne. Dixon beschuldigt Gloria des Mordversuchs, was diese auch gesteht. George wird freigelassen. Er versichert sich, dass Lulu genesen wird und kehrt alleine in seine Heimatstadt zurück.

## Produktion

### Hintergrund
Gedreht wurde der Film vom 27. Oktober  bis zum 13. Dezember 1947 in den Republic-Studios in North Hollywood.
Der Film sollte ursprünglich von Paramount Pictures produziert werden. 
Die Zensurbehörde beanstandete das dem Drehbuch zu Grunde liegende Theaterstück, das noch vor der Einführung des Hays Code gezeigt wurde. Man sah in dem Film eine Geschichte über Ehebruch und verbotenen Sex, ohne die moralischen Werte angemessen aufzuwiegen. Sie zeige detailliert die Sünden einer Frau auf, was nach dem Production Code inakzeptabel sei.
1950 verklagte die Bank of America den Produzenten Bogaeus und Columbia Pictures als Verleih auf die Rückzahlung eines Kredites in Höhe von 324.000 Dollar. Die Bank kündigte das Darlehen und veröffentlichte den Film 1953 neu durch ihre eigene Verleihfirma Favorite Film Attractions.

### Stab
Duncan Cramer oblag die künstlerische Leitung. Robert Priestley war für das Szenenbild zuständig, Jean Louis für die Kostüme.

### Besetzung
In kleinen nicht im Abspann erwähnten Nebenrollen traten Bess Flowers, Johnny Indrisano, Hans Moebus und Jack Mulhall auf.

### Musik
Folgende Songs wurden im Film gespielt:
- Lulu Belle von Eddie De Lange und Henry Russell
- I'd Be Lost Without You von Henry Russell
- Sweetie Pie von John Lehman und Henry Russell
- Ace in the Hole von George Mitchell und James Dempsey
- Sweetheart of the Blues von Lester Lee und Allan Roberts
- I Can't Tell Why I Love You von Gus Edwards und Will D. Cobb

## Veröffentlichung
Die Premiere des Films fand am 19. Juni 1948 in New York statt.  In der Bundesrepublik Deutschland wurde er am 16. Oktober 1991 im deutschen Fernsehen ausgestrahlt.

## Kritiken
Die Filmzeitschrift Cinema befand: „Komödiantin Dorothy Lamour ist zu lieb für so ein Biest. Aber ihre Songs sind hübsch. Fazit: Abgedroschenes Glamourdrama.“
Der Kritiker der The New York Times notierte, die Geschichte sei wie immer banal, nicht überzeugend und altmodisch. Dorothy Lamour spiele eine hübsche oberflächliche Dame, nicht die verstörende unmoralische Frau der Vorlage.